# Nicrophorus carolinus
Nicrophorus carolinus – gatunek chrząszcza z rodziny omarlicowatych.
Chrząszcz o ciele długości od 13,6 do 26,6 mm. Przedplecze ma sercowate, pozbawione poprzecznego wklęśnięcia na przedzie, o nadzwyczaj wąsko rozszerzonych jak na rodzaj brzegach bocznych i umiarkowanie szerokiej krawędzi nasadowej. Czułki mają całkowicie pomarańczową buławkę. Na każdej pokrywie występują dwie poprzeczne plamy barwy pomarańczowej, z których pierwsza często jest przerwana. Epipleury pokryw są bardzo wąskie. Zapiersie gęsto porastają żółte włoski.
Owad padlinożerny, najczęstszy na terenach o glebie luźnej lub piaszczystej. Gatunek nearktyczny. Zamieszkuje środkową część Stanów Zjednoczonych po Teksas, Arizonę i Florydę na południu oraz Wirginię na północy.